# 2011年岡比亞總統選舉
甘比亞於2011年11月24日舉行總統選舉。現任總統葉海亞·賈梅自1994年甘比亞政變中奪取政權以來就任。面對聯合民主黨的烏塞努·達爾博和全國民主與發展聯盟的哈馬特·巴赫的挑戰。
葉海亞·賈梅贏得了此次總統選舉，他在83%的投票率中獲得了72%的選票。

## 選舉過程
此次甘比亞總統選舉受到非洲聯盟的監督，非洲聯盟對選舉過程表示讚賞，歐盟、伊斯蘭合作組織、大英國協和西非國家經濟共同體在此次選舉中沒有派出任何監察員，因為“執政黨對電子媒體的控制程度令人無法接受……以及反對派和選民因鎮壓和恐嚇而畏縮”。
選舉前，葉海亞·賈梅聲稱“我永遠不會在所謂民主的祭壇上將和平與穩定作為妥協”，“除非你告訴我所有甘比亞人民都瘋了，否則我不可能失敗”。